# 贝纳萨尔
贝纳萨尔，是西班牙瓦伦西亚自治区卡斯特利翁省的一个市镇。总面积80平方公里，总人口1374人（2001年），人口密度17人/平方公里。